# Xã Florence, Michigan
Xã Florence (tiếng Anh: Florence Township) là một xã thuộc quận St. Joseph, tiểu bang Michigan, Hoa Kỳ. Năm 2010, dân số của xã này là 1.242 người.